# 4502 Elizabethann
4502 Elizabethann è un asteroide della fascia principale. Scoperto nel 1989, presenta un'orbita caratterizzata da un semiasse maggiore pari a 2,6444694 UA e da un'eccentricità di 0,0942898, inclinata di 13,30088° rispetto all'eclittica.